# Мотколь (станция метро)
«Мотколь» (кор. 못골) — подземная станция Пусанского метро на Второй линии. Она представлена двумя боковыми платформами. Станция обслуживается Пусанской транспортной корпорацией. Расположена в квартале Тэён-дон административного района Намку города-метрополии Пусан (Республика Корея). На станции установлены платформенные раздвижные двери.
Название станции из географического названия «Мотколь», где находится эта станция. «Мотколь» значит «селение пруда», потому что в прошлом в этом квартале существовал искусственный пруд, который предполагалось строить в периоде Силла, и селение образовывалось. Согласно исторической книге «Записи о Тоннэ-бу» название пруда — Сэнчхонон. Этот пруд существовал в середине 20 века.
Рядом с станцией расположены:
- Почта квартала Мунхён-дон
- Администрация квартала Мунхён 3(сам)-дон